# Microterys lii
Microterys lii är en stekelart som beskrevs av Xu 2002. Microterys lii ingår i släktet Microterys och familjen sköldlussteklar. Inga underarter finns listade i Catalogue of Life.